# 另类家庭
《另类家庭》（英語：The New Normal，又译《新常态》）是萊恩·墨菲和Ali Adler所创造的美国電視喜劇，本片于2012年9月10日至2013年4月2日在NBC播出。该系列由Ryan Murphy和Ali Adler创作并主要撰写。 故事情节紧随居住在洛杉矶的富裕同性恋夫妇布莱恩（Andrew Rannells）和大卫（Justin Bartha）。 他们决定生孩子，并选择了代孕母亲戈尔迪·克莱蒙斯（Georgia King），后者与她9岁的女儿Shania（Bebe Wood）一起搬入了家中。

## 系列总览

### 集数
22集